# ویلیام گراهام سامنر
ویلیام گراهام سامنر (۳۰ اکتبر ۱۸۴۰–۱۲ آوریل ۱۹۱۰) از دانشمندان علوم اجتماعی آمریکا و یک لیبرال کلاسیک است که در حال حاضر اغلب لیبرترین گفته می‌شود.

## زندگی و اندیشه
سامنر یکی از بنیانگذاران جامعه‌شناسی آمریکا و مرید هربرت اسپنسر به‌شمار می‌رفت. او کسی بود که نخستین‌بار درسی را در آمریکا تدریس نمود
که اکنون جامعه‌شناسی خوانده می‌شود. سامنر جزو تکامل‌گرایان اجتماعی آمریکا بود که آیین اقتصاد مبتنی بر آزادی اقتصادی اسپنسر و هم رهیافت تکاملی او را پذیرفته بود و مکتب اسپنسری را در دانشگاه ییل آمریکا تدریس می‌کرد. سامنر به نام علم و تکامل، داروین و اسپنسر، خصوصیات الهیاتی دانشگاه ییل را آماج حملات بی‌امان خود ساخت و توانست در کل مواد درسی این دانشگاه تجدیدنظر به عمل بیاورد و فضای علمی را بر فضای دینی غلبه سازد. با این‌حال نتوانست در این دانشگاه مبنای استواری برای برپایی یک مکتب جامعه‌شناسی با شاگردان بسیار، پایه‌گذاری کند.
او طرفدار اندیشهٔ لیبرالیسم کلاسیک و آزادی فردی و مخالف دخالت دولت بود. وی استدلال می‌کرد بزرگان صنعتی و مالی در یک نبرد رقابت‌آمیز ثابت کرده‌اند که «شایسته‌ترین» هستند و باید آنها را گل‌های سرسبد تمدن نوین دانست. گرچه در اواخر زندگی کم و بیش تغییر عقیده داده بود.

### کتاب‌ها و جزوه‌ها
- کتاب‌های پادشاهان (اسکریبنر، آرمسترانگ و شرکت، ۱۸۷۲) سامنر بخش ۲ پادشاه را نوشت.
- تاریخچه ارز آمریکایی: با فصل‌هایی در مورد محدودیت بانکی انگلیسی و پول کاغذی اتریش: که «گزارش شمش» به آن پیوست شده‌است (نیویورک: اچ. هولت و شرکت، ۱۸۷۴)
- آنچه طبقات اجتماعی به یکدیگر مدیون هستند (نیویورک: هارپر و برادران، ۱۸۸۳)
- حفاظت و درآمد در سال ۱۸۷۷: سخنرانی در برابر «باشگاه تجارت آزاد نیویورک»، ۱۸ آوریل ۱۸۷۸ (نیویورک: پسران جی.پی. پاتنام، ۱۸۷۸)
- سیستم درآمد ما و خدمات ملکی: آیا آنها باید اصلاح شوند؟ (نیویورک: پسران جی.پی. پاتنام، ۱۸۷۸)] شامل مقدمه سامنر است.
- دو متالیسم: از پرینستون ریویو، ۱۸۷۹
- اندرو جکسون به عنوان یک مرد عمومی (بوستون و نیویورک: هاتون، میفلین و شرکت، ۱۸۸۲)
- سخنرانی‌هایی دربارهٔ تاریخچه حفاظت در ایالات متحده: ارائه شده در برابر اتحاد بین‌المللی تجارت آزاد (نیویورک: پسران جی.پی. پاتنام، ۱۸۸۳)
- مشکلات در اقتصاد سیاسی (نیویورک: اچ. هولت و شرکت، ۱۸۸۳)
- حمایت گرایی: گرایی که می‌آموزد اتلاف باعث ثروت می‌شود (نیویورک: اچ. هولت و شرکت، ۱۸۸۵)
- مقالات گردآوری شده در علوم سیاسی و اجتماعی (نیویورک: هنری هولت و شرکت، ۱۸۸۵)
- الکساندر همیلتون (نیویورک: داد، مید و شرکت، ۱۸۹۰)
- سرمایه‌دار و امور مالی انقلاب آمریکا، جلد ۱ (نیویورک: داد، مید و شرکت، ۱۸۹۱)
- سرمایه‌دار و امور مالی انقلاب آمریکا، جلد ۲ (نیویورک: داد، مید و شرکت، ۱۸۹۱)
- رابرت موریس (نیویورک: داد، مید و شرکت، ۱۸۹۲). زندگی موریس برگرفته از کتاب سرمایه‌دار و امور مالی انقلاب آمریکا تاریخچه بانکداری در همه کشورهای پیشرو، جلد ۱، ویرایش شده توسط سردبیر مجله تجارت و بولتن تجاری (نیویورک: مجله تجارت، ۱۸۹۶).
- فتح ایالات متحده توسط اسپانیا: سخنرانی قبل از انجمن فی بتا کاپا دانشگاه ییل، ۱۶ ژانویه ۱۸۹۹ (بوستون: دانا استس، ۱۸۹۹).
- شماره غالب: تجدید چاپ شده از ماهنامه بین‌المللی، نوامبر ۱۹۰۰ (برلینگتون، وی تی، ماهنامه بین‌المللی، ۱۹۰۱)
- عامیانه: مطالعه اهمیت جامعه شناختی کاربردها، آداب، آداب و رسوم، آداب و اخلاق (بوستون: گین و شرکت، ۱۹۰۶)
- خطابه ویلیام گراهام سامنر (نیویورک: کمیته اصلاحات کلوپ اصلاح تعرفه، ۲ ژوئن ۱۹۰۶)
- علم جامعه، با آلبرت جی. کلر، ۴ جلد (نیوهیون: انتشارات دانشگاه ییل، ۱۹۲۷؛ لندن: اچ. میلفورد، انتشارات دانشگاه آکسفورد، ۱۹۲۷).

### مقالات گردآوری شده
- جنگ، و مقالات دیگر، ویرایش. آلبرت گالووی کلر (نیوهیون: انتشارات دانشگاه ییل، ۱۹۱۱). «مقدمه» کلر حاوی تصویری کلامی از سامنر است.
- گرسنگی زمین و مقالات دیگر، ویرایش. آلبرت گالووی کلر (نیوهیون، دانشگاه ییل، ۱۹۱۳)
- چالش حقایق: و مقالات دیگر، ویرایش. آلبرت گالووی کلر (نیوهون: انتشارات دانشگاه ییل، ۱۹۱۴)
- مرد فراموش شده و مقالات دیگر ویرایش. آلبرت گالووی کلر (نیوهیون، انتشارات دانشگاه ییل، ۱۹۱۸)
- مقالات برگزیده ویلیام گراهام سامنر، ویرایش. آلبرت گالووی کلر و موریس آر دیوی (نیوهیون: انتشارات دانشگاه ییل، ۱۹۳۴)
- سامنر امروز: مقالات برگزیده ویلیام گراهام سامنر، با نظرات رهبران آمریکایی، ویرایش. موریس آر دیوی (نیوهیون: انتشارات دانشگاه ییل، ۱۹۴۰)
- کتاب سالنامه انسان فراموش شده جیره‌های عقل سلیم از ویلیام گراهام سامنر، ویرایش. آ.جی. کلر (پناهگاه جدید: انتشارات دانشگاه ییل لندن، اچ. میلفورد، انتشارات دانشگاه آکسفورد، ۱۹۴۳)
- داروینیسم اجتماعی: مقالات برگزیده ویلیام گراهام سامنر، ویرایش. افراد انبار (صخره انگلوود، لن.جی. پرنتیس هال، ۱۹۶۳).
- فتح ایالات متحده توسط اسپانیا، و مقالات دیگر ویرایش. موری پولنر (شیکاگو: هنری رگنری، ۱۹۶۵)
- دربارهٔ آزادی، جامعه و سیاست: مقالات اساسی ویلیام گراهام سامنر، ویرایش. رابرت سی بانیستر (ایندیاناپولیس: صندوق آزادی، ۱۹۹۲)

### انتشارات ادواری (غیر از مجموعه‌ها)
- «بحران کلیسای اسقفی پروتستان»، ملت ۱۳ (۵ اکتبر ۱۸۷۱): ۲۲–۲۳
- «علل نارضایتی کشاورز»، ملت ۱۶ (۵ ژوئن ۱۸۷۳): ۳۸۱–۸۲
- «توسعه پولی»، ۱۸۷۵، هارپرز ۵۱:۳۰۴.
- «پروفسور واکر دربارهٔ دو متالیسم»، ملت ۲۶ (۷ فوریه ۱۸۷۸): ۹۴–۹۶
- «سوسیالیسم»، ماهنامه اسکریبنر ۱۶:۶ (۱۸۷۸): ۸۸۷–۹۳.
- «مالیات و دستمزدهای حفاظتی»، بررسی آمریکای شمالی ۱۳۶ (۱۸۸۳): ۲۷۰–۷۶
- «بقای شایسته ترین‌ها:» فهرست (۲۹ مه ۱۸۸۴): ۵۶۷ (۱۹ ژوئن ۱۸۸۴)، ۶۰۳–۰۴
- «شرارت‌های سیستم تعرفه»، بررسی آمریکای شمالی ۱۳۹ (۱۸۸۴): ۲۹۳–۹۹
- «سرخپوستان در ۱۸۸۷»، انجمن ۳ (مه ۱۸۸۷): ۲۵۴–۶۲
- «سازمان دوگانه پیشنهادی بشر»، ماهنامه عامه پسند ساینس ۴۹ (۱۸۹۶): ۴۳۳–۳۹
- «تعصب به خودکشی در روسیه»، ماهنامه عامه پسند علم ۶۰ (۱۹۰۲): ۴۴۲–۴۷
- «وثیقه‌های قرن نوزدهم تا بیستم»، ییل ریویو ۲۲ (۱۹۳۳ [نوشته شده در ۱۹۰۱])، ۷۳۲–۵۴
- «ازدواج مدرن»، مرور ییل ۱۳ (۱۹۲۴): ۲۴۹–۷۵.